# كوتينو
كوتينو (بالبرتغالية: Rafael Coutinho Barcellos dos Santos‏) هو لاعب كرة قدم برازيلي، ولد في 7 مارس 1984 في ماكاي في البرازيل. لعب مع إستريلا دا أمادورا وبوتافوغو ريغاتاس ونادي غواراني ونادي فاسكو دا غاما ونادي فورتاليزا ونادي فيغورينسي ونادي كريسيوما.